# Araneotanna ornatipes
Genre
Synonymes
- Tanna Berland, 1938 nec Distant, 1905

Espèce
Synonymes
- Tanna ornatipes Berland, 1938

Araneotanna ornatipes, unique représentant du genre Araneotanna, est une espèce d'araignées aranéomorphes de la famille des Salticidae.

## Distribution
Cette espèce est endémique du Vanuatu.

## Publications originales
- Berland, 1938 : Araignées des Nouvelles Hébrides. Annales de la Société Entomologique de France, vol. 107, p. 121-190.
- Özdikmen, Kury, 2006 : Three homonymous generic names in Araneae and Opiliones. Journal of Arachnology, vol. 34, no 1, p. 279-280 (texte intégral).